# لس کارتر (بازیکن فوتبال)
لس کارتر (انگلیسی: Les Carter؛ زادهٔ ۲۴ اکتبر ۱۹۶۰) بازیکن فوتبال اهل بریتانیا است.
از باشگاه‌هایی که در آن بازی کرده‌است می‌توان به باشگاه فوتبال بریستول سیتی و باشگاه فوتبال کریستال پالاس اشاره کرد.